# Parque do Piqueri
O Parque do Piqueri é um parque público localizado no bairro do Tatuapé, no município de São Paulo, no estado de São Paulo, no Brasil. Possui uma área de 97 272 metros quadrados e uma variada flora que abriga de pequenos arbustos até árvores de grande porte.

## História
A antiga Chácara do Piqueri, que deu origem ao Parque, foi implantada em 1927 pelo conde Francisco Matarazzo. Situada junto à foz do ribeirão do Tatuapé, constituía-se de uma casa sede, pomar, granja, área para criação de diversos animais como búfalos, lhamas e veados, além de uma fábrica de queijos e uma área destinada às Indústrias Matarazzo. Francisco Matarazzo contratou o italiano Saule Carpinelli especialmente para administrar a Chácara do Piqueri, trazendo-o da Itália. Foram plantadas mais de 50 espécies de árvores nativas e exóticas, procurando-se observar aquelas que melhor se aclimatavam em São Paulo. Em 1954, uma parte da chácara foi vendida e o parque foi inaugurado no dia 16 de abril de 1978 pelo então prefeito Olavo Setúbal. Na entrada principal do parque, há um gradil do portão datado de 1901, que foi transferido do Parque da Luz para o Piqueri antes de sua inauguração. O Rio Tietê beirava o limite da chácara: dentro do parque, é possível se visualizar restos do ancoradouro dos barcos onde os visitantes eram recepcionados.

## Topônimo
O nome Piqueri faz alusão à tribo indígena que habitava a área localizada na confluência do Ribeirão Tatuapé e do Rio Grande, atual Rio Tietê. "Piqueri" procede do tupi antigo pikyry, que significa "rio dos peixes miúdos", através da composição de pikyra (peixe miúdo) e 'y (rio).

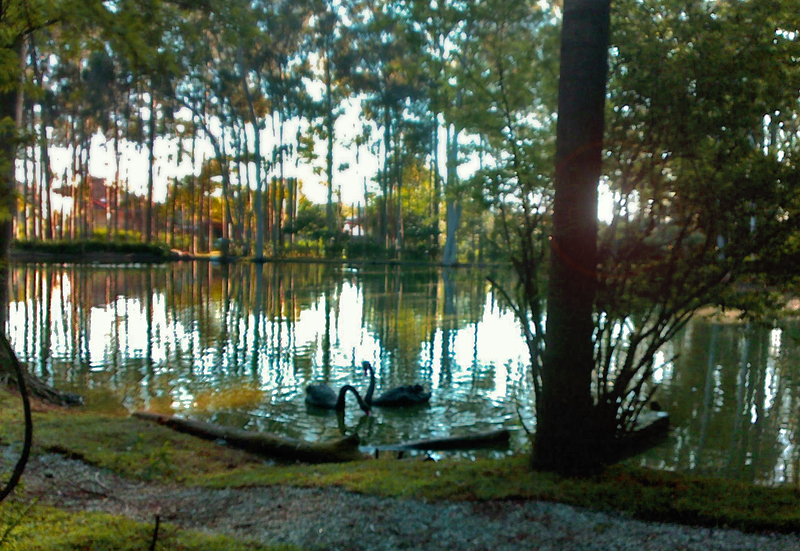
Cisnes no lago do parque (2012).

## Infraestrutura
- Pista de terra batida para prática de cooper e caminhada com 1 200 metros de extensão. É muito frequentada.
- Campo de futebol de areia.
- Duas quadras poliesportivas.
- Várias aparelhos para ginástica e musculação que estão instalados ao ar livre.

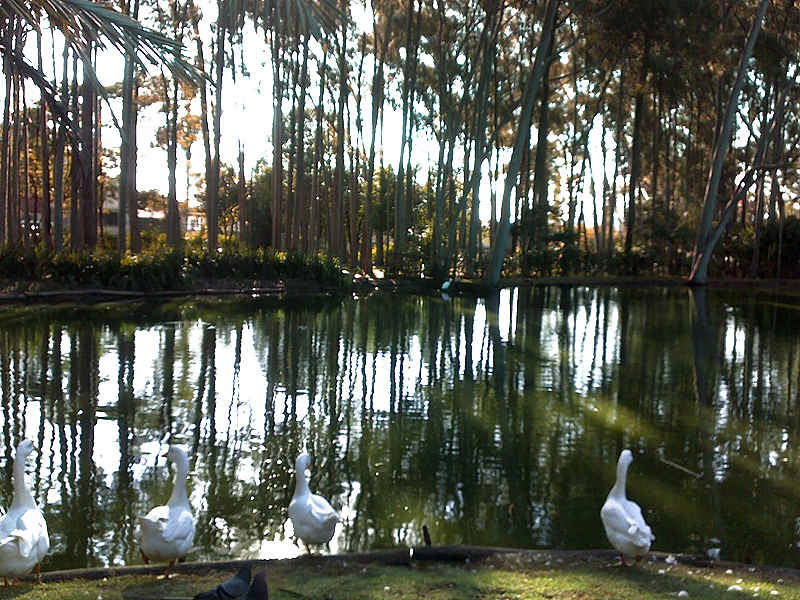
Aves no lago do parque (2012).

- Um campo de bocha.
- Ponto de leitura.[3]

## Fauna
Como na maioria dos parques da cidade, há diversos tipos de aves atraídas pela oferta de alimento e abrigo. Diversas espécies de passarinhos, como cardeais, sabiá-branco, bem-te-vis, tico-ticos, além da coruja-orelhuda, pica-pau, alma-de-gato e urubu. 

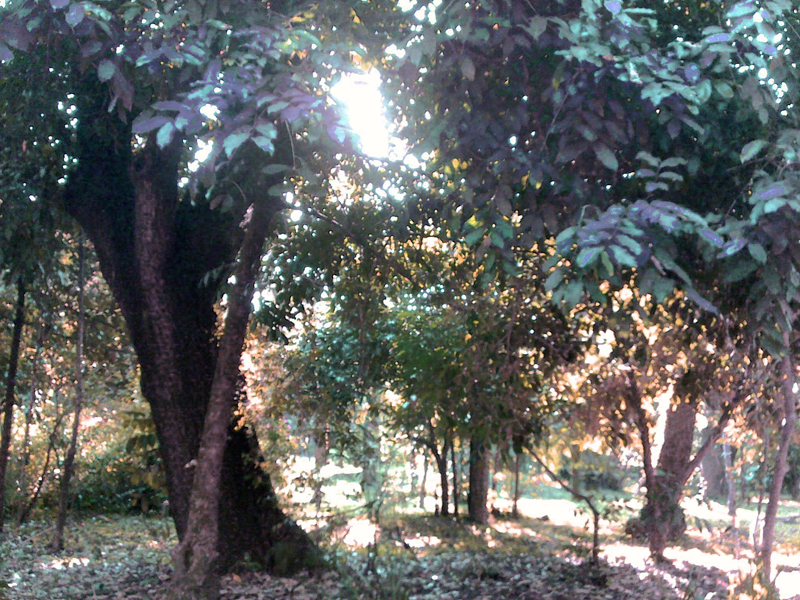
Flora presente no parque (2012).

## Flora
No parque, predominam os canteiros com espécies arbustivas e herbáceas ornamentais, bosques implantados, alamedas e gramados. São áreas reflorestadas com eucaliptos, uma belíssima alameda de sibipirunas e um bosque com árvores nativas como palmeiras, paineiras e alecrins-de-campina, e exóticas como bambus e espatódeas.